# Geologia ambiental
Geologia ambiental, como a hidrogeologia, é uma ciência aplicada preocupada com a aplicação prática da geologia na resolução de problemas ambientais. É um campo multidisciplinar que está intimamente relacionado com geologia de engenharia, em maior grau, geografia ambiental. Cada um desses campos envolve o estudo da interação dos seres humanos com o geológico, incluindo a biosfera, a litosfera, hidrosfera e, até certo ponto, a atmosfera da Terra. Em outras palavras, a geologia ambiental é a aplicação de informações geológicas para resolver os conflitos, minimizando as possíveis consequências negativas da degradação ambiental ou maximizando a possível condição vantajosa matéria essa ligada a engenharia ambiental.
A geologia ambiental inclui:
- Recursos geológicos e hidrogeológicos, como combustível fóssil, mineral,  água (superfície e águas subterrâneas e uso da terra.
- estudo da superfície da Terra através das disciplinas de geomorfologia e edafologia;
- definição e atenuação a exposição de perigos naturais aos seres humanos.
- Eliminação de lixo industrial e doméstico.
- realização de atividades associadas, muitas vezes envolvendo litígios.

Um jornal revisado por pares no campo é  (ISSN 1866-6280) antigamente Environmental Geology (ISSN 0943-0105).
O Geólogo Ambiental realiza a caracterização de zonas ambientalmente desqualificadas, que coloquem em risco o homem e o meio ambiente. Esta caracterização tem em vista a qualidade ambiental do ar,  do solo,  da água (subterrânea ou superficial), do ruído e a integração destes componentes na vida do homem. Essa aplicação do conhecimento geológico em relação a saúde e o bem-estar deu origem a Geologia Médica uma disciplina que estuda a influência de fatores geológicos ambientais sobre a saúde humana e dos animais. Nesta perspectiva o Geólogo Ambiental tem como preocupação o ordenamento do território, e a previsão de locais potencialmente sujeitos a catástrofes tais como sismos, tsunamis, movimentos de massa, etc. Promove também a remediação de antigas minas, depósitos abandonados de material mineiro (escombreiras), e aterros.